# AOL
AOL（エーオーエル、Aol.として定型化）は、アメリカ合衆国のインターネット接続サービス・ポータルサイトの名称である。2021年9月からアポロ・グローバル・マネジメントによるVerizon Mediaの買収に伴い、Yahooの一部門となっている。
以前はAOL Inc.、元々はAmerica Online（アメリカ・オンライン）として知られていた。

## 概要
1985年にQuantum Computer Serviceとしてパソコン通信サービスを開始し、1989年にMacintoshにおいてGUIを用いた専用ソフトで接続する「America Online」サービスが開始された。
使用可能地域が非常に広いのが特徴で、独自の接続ソフトにより、アナログ電話回線とモデムがあれば発展途上国や僻地を含むほとんどの地域で使用可能。同社の顧客は約3,000万人で、世界最大のインターネット接続サービスである。
接続ソフト「AOL Dialer（日本ではAOL接続ソフトとして提供）」とAOL Instant Messengerを提供しており、スクリーンネームと呼ばれる、任意で決められるユーザー名を使用してAOL独自のコンテンツを使用したり、AOL会員同士とのコミュニケーションなどができる。
1997年9月にCompuServeを、1998年にネットスケープコミュニケーションズを買収。また、2000年にタイム、CNN、ワーナー・ブラザース等を傘下に持つタイム・ワーナーを買収し、世界最大の複合企業体になった。しかしITバブル崩壊によってAOL単体での業績が悪化すると同グループ内での影響力を失い、2002年以降はタイム・ワーナーの一部門として位置づけられるようになった。「世紀の結婚」などと言われたタイム・ワーナーとの合併であったが、新興勢力の台頭の中で業績は伸び悩み、2009年12月9日にタイム・ワーナーと正式に合併を解消し、独立企業として再出発した。
2025年8月、同年9月30日をもって、30年以上提供してきたダイヤルアップ接続サービスを終了することを発表した。

## 日本での事業
1997年から日本でISP事業を開始。2006年時点、日本の顧客数は推定40万人（非公開）。当時、「オンラインサインアップ」・「AOL接続ソフト」などが収録されたCD-ROMを頒布、あるいはパソコン雑誌の付録CD-ROMに収載する方法で会員を増やした。
2001年には最大手の携帯電話会社であるNTTドコモが資本参画し、「DoCoMo AOL」となるが、2年半後に提携解消し、DoCoMo AOLは2004年7月にADSL回線の電気通信事業者であるイー・アクセス（現・ソフトバンク）に買収され、日本におけるAOL事業はイー・アクセスに譲渡された。その後、メールサービスなどのコンテンツ部門・AOLジャパンのサイトの運営をAOL ASIAへ移行し、イー・アクセスは接続事業者としてAOL契約のアクセスラインのみ提供する形となった。
なお、イー・アクセス時代までのメールアドレスのドメインは、aol.comであったが、現在取得出来るドメイン名はaol.jpとなっている（米国サイトでaol.comは取得可能）。日本通信が提供するConnectMailは、AOLのメールアドレスに対応しているが、対応しているのはaol.comのみで、aol.jpは現在提供不可としている。
2021年3月31日をもってソフトバンクが提供する接続サービス（ISP）事業を終了した。

### AOLダイアリー
AOLジャパン時代の2004年3月16日、日本向けブログサービス「AOLダイアリー」をサービス開始した。
イー・アクセス時代の2005年8月2日には機能強化が行われたが、2009年1月31日をもってサービス終了、GMOティーカップ・コミュニケーションとの提携により、同社のブログサービス「AutoPage」への移行を可能とした。

### 日本における沿革
- 1996年 - 三井物産、日本経済新聞社、America Online, Inc.により日本法人AOLジャパン株式会社を設立。
- 1997年4月15日 - 日本におけるAOL 日本語版サービスを開始。
- 2001年2月 - NTTドコモが資本参加し、株式会社ドコモ・エーオーエルへ社名変更。
- 2001年6月 - NTTドコモのiモードサービスと提携する、AOLi（Webメールサービス）を開始。
- 2003年12月 - NTTドコモが資本撤退。米AOLの100%子会社化に伴い再びAOLジャパンへ社名を戻す。
- 2004年3月16日 - AOLジャパン、ブログサービス「AOLダイアリー」をサービス開始[8]。
- 2004年7月 - イー・アクセス株式会社（現・ソフトバンク株式会社）へ営業譲渡。
- 2004年8月 - AOLiサービス終了。
- 2006年12月1日 - アドネットワーク専業としてアドバタイジングドットコム・ジャパンを三井物産と米アドバタイジング・ドット・コム社（後の米AOLアドバタイジング社）により設立。
- 2009年1月31日 - ブログサービス「AOLダイアリー」サービス終了[10]。
- 2009年2月 - ポータル事業を分割し、AOL ASIA（香港）へ移管。インターネット接続事業は引き続きイー・アクセスが運営。
- 2015年1月1日 - アドネットワーク部門の日本法人、アドバタイジングドットコム・ジャパンの社名を「AOLプラットフォームズ・ジャパン」へ変更。前年実施の同部門におけるソリューション群統合ブランド「AOL Platforms」新発足に合わせたもの。
- 2015年6月 - ベライゾン・コミュニケーションズによるAOLの買収・子会社化完了。
- 2016年9月 - アドネットワーク部門であるAOLプラットフォームズの日本事業を完全支配下に置くことを検討している旨を公表し、AOLグループ側が完全買収へ向け日本側の合弁相手・三井物産と交渉開始。9月21日に合意を発表。
- 2016年10月24日 - AOLにより完全子会社化。
- 2017年6月 - ベライゾン・コミュニケーションズが米Yahooを買収し、AOLとYahooを統合した新会社oathが発足。それに伴いAOLプラットフォームズ・ジャパン株式会社はOath Japan株式会社へ社名変更。
- 2017年8月 - TechCrunch Japan、Engadget日本版、Autoblog日本版などのオンラインメディアを運営する、AOLオンライン・ジャパン株式会社がOath Japan株式会社と事業統合（合併）。
- 2019年8月 - ベライゾンメディア・ジャパン株式会社へ商号変更[11]。
- 2021年3月31日 - 旧イー・アクセスを吸収したソフトバンクが提供していた接続サービス（ISP）事業を終了[7]。
- 2021年9月1日 - ApolloによるVerizon Mediaの買収に伴い、Verizon Mediaの日本での事業ブランド名をBoundlessへ変更した[12]。
- 2021年10月1日 - Boundless株式会社へ商号変更。
- 2022年2月15日 - 米国本社のグローバル戦略に伴いTechCrunch Japan、Engadget日本版を2022年5月1日に閉鎖すると発表。両サイトは5月以降米国版にリダイレクトされる[13]。
- 2022年4月1日 - 2009年に開設された「Aol.jp」を2022年5月1日に閉鎖すると発表。以降「Aol.jp」は「Aol.com」にリダイレクトされる。関連のメールサービス「AOL Mail」は引き続き提供される[14]。

## AOL接続ソフト
AOLではダイヤルアップ接続を行う為に、専用のソフトウェア「AOL Dialer」が存在し、日本では「AOL接続ソフト」あるいは「AOLダイヤラー」として提供された。
Windows
- 3.0i 3.1上で動作する。
- 4.0 95に対応。
- 5.0
- 6.0
- 6.0XP 6.0をXPに対応させるよう開発された。
- 7.0 事実上の最新バージョン。
- 8.0 ベータ版として制作、一部のメンバーに配布された。2006年3月まで公式版としての配布は無かった。

Macintosh（〜Mac OS 9）
- 3.0
- 4.0
- 5.0

Macintosh（Mac OS X 〜）
- 「5.0 for Mac OS X」 OS 9上で動作する5.0とは異なる。
- 「AOL for Mac OS X」 OS 10.4以降には対応していない。

2006年3月現在、Mac OS Xで動作するソフトウェアは、新規のメンバーへの配布を行っていない。
Linspireにより、「AOL Dialer for Linux」の提供も行われている。このソフトウェアは、Linux上でAOLのAPへのダイヤルアップでの接続を実現するものである。
2007年、日本では「AOL接続ソフト」の配布を中止、手続きのほとんどがコールセンターで行なわれる様になった。後にダイアルアップ接続用「AOLダイアラー」の配布も中止された。
現在AOL Japanポータルサイトでは、「AOLインスタントメッセンジャー」と「AOLツールバー（英語: AOL Toolbar）」のサービスは終了している。

## 関連書籍
- aol.com: How Steve Case Beat Bill Gates, Nailed the Netheads, and Made Millions in the War for the Web. New York: Random House International, 1999. ISBN 9780812931914, OCLC 313499003（カーラ・スウィッシャー 著、山崎理仁 訳『AOL : 超巨大ネット・ビジネスの全貌』早川書房、2000年3月15日。ISBN 4152082690。）